# 조영구
조영구(1967년 8월 12일 ~ )는 대한민국의 MC, 가수이다.

## 생애
1987년 MBC 대학가요제 예선전에서 탈락했다. 1991년 KBS 한국방송공사 프로그램 전국노래자랑 충북 청주 편에서 조용필의 '모나리자'를 불러 우수상을 받았다. 1994년 SBS 서울방송 1기 공채 전문 MC로 데뷔하였다.

## 학력
- 충주남산초등학교 졸업
- 충주중학교 졸업
- 충주대원고등학교 졸업
- 충북대학교 회계학과 학사
- 성균관대학교 언론정보대학원 커뮤니케이션학과 언론매체학전공 석사

## 경력
- 2004년 ~ 2006년 우송공업대학 레저이벤트과 겸임교수[2]
- 2011년 ~ 서울종합예술학교 아나운서학부 겸임 교수

## 출연작

### SBS
- 《도전! 불가능은 없다》(SBS)
- 《한밤의 TV연예》(SBS)
- 《출발! 모닝와이드》(SBS)
- 《토요특집 출발! 모닝와이드》(SBS)
- 《스타부부쇼 자기야》(SBS)
- 《잘먹고 잘사는법》(SBS)
- 《도전 퀴즈퀸》(SBS)
- 《스타주니어쇼 붕어빵》(SBS) ... (게스트)
- 《얼쑤! 일요일 고향 애》 (SBS)

### KBS
- 《가족오락관》(KBS1) ... (게스트)
- 《비타민》(KBS2)
- 《여유만만》(KBS2)
- 《사랑의 리퀘스트》(KBS1) ... (게스트)
- 《전국노래자랑》(KBS1) ... (초대가수)
- 《TV는 사랑을 싣고》 (KBS1) ... (게스트)
- 《좋은나라 운동본부》 (KBS2)
- 《출발 드림팀 시즌2》 (KBS2)

### MBC
- 《출발 비디오 여행》(MBC)
- 《세바퀴》(MBC) ... (게스트)
- 《마이 리틀 텔레비전》 (MBC) ... (게스트)
- 《휴먼다큐 사람이 좋다》 (MBC)

### 지역 MBC
- 《토크앤조이》(대전MBC) ... (게스트)
- 《MBC가요베스트》(문화방송 네트워크국 12개사)

### 케이블TV
- 《성인가요콘서트》(아이넷TV)
- 《가요사랑콘서트》(아이넷TV)
- 《연예스테이션》 (etn연예채널)
- 《특별기자회견》 (E채널)
- 《결혼은 미친 짓이다 시즌2》 (SBS Plus)
- 《웰컴 투 돈월드》 (채널A)
- 《조영구의 트랜드 핫 이슈》 (서울경제TV SEN)
- 《호박씨》 (TV조선)
- 《쇼! 성인가요베스트 2》

### 지역 민영
- 《창업스토리 뭐니머니》 (TBC)
- 《세상발견 유레카》 (TBC)
- 《쇼! 뮤직파워》 (CJB)
- 《전국 톱 10 가요쇼》(ubc) ... (초대가수)

### 라디오 프로그램
- 2015년 EBS FM 《EBS 책 읽는 라디오 낭독 시리즈》

### 영화
- 2000년 《불후의 명작》 ... 리포터 역 (특별출연)
- 2002년 《울랄라 씨스터즈》 ... 단역
- 2011년 《원더풀 라디오》 ... 조영구 역 (특별출연)
- 2017년 《중2라도 괜찮아》 ... 행사 MC 역 (우정출연)

### 드라마
- 2012년 SBS 《드라마의 제왕》 ... 조영구 역 (특별출연)
- 2013년~2014년 SBS 《별에서 온 그대》 ... 리포터 역 (특별출연)
- 2015년 SBS 《너를 사랑한 시간》 ... 방송국 PD 역 (특별출연)

### 뮤지컬
- 《해바라기 블루스》

## 저서

### 수필
- 《맨발의 재테크》(ISBN 978-89-91424-47-0)
- 《조영구의 맨발의 재테크》(ISBN 978-89-92555-69-2)

## 음반
- 2007년 그룹 쓰리쓰리 1집 《그래요》
- 2008년 그룹 쓰리쓰리 2집 《괜찮아》
- 2014년 싱글 1집 《세월아 세월아》
- 2015년 싱글 2집 《사랑벌》
- 2016년 싱글 3집 《무심한 달력》
- 2018년 싱글 4집 《내사랑평창 (With 이병철)》
- 2019년 싱글 5집 《야!이사람아》

## 수상
- 2009년 SBS 연예대상 공로상
- 2011년 제5회 케이블TV 방송대상 스타상
- 2021년 '제7회 대한민국 예술문화 스타대상' 예술문화특별가수상

## 일화
젝스키스가 해체하자 젝스키스의 팬덤에서 조영구의 자가용을 DSP 미디어의 대표이사인 이호연의 자가용으로 오인해 차를 완파시켰다. 그 차는 조영구가 구입한 지 단 15일밖에 되지 않은 신차였다. 조영구는 이 차에 대해 수리하기 전에 수리비용 견적을 뽑아봤는데 차가 너무 심하게 망가져서 수리비용이 같은기종 신차 구매가격과 거의 비슷하게 나온 탓에 결국 정비소에서 폐차 판정을 받고 차를 폐차시켰다. 
이 일로 인해 이호연 본인이 사비 2천만원을 조영구에게 손해배상으로 지불했고, 정작 조영구의 차를 파손시킨 팬들은 미성년자인 관계로 고작 30만원밖에 배상하지 못했다. 조영구가 이 차에 대해 보험처리 하려고 신청했는데 보험회사 측이 조영구의 보험처리 신청을 받자마자 곧바로 조영구의 차를 파손시킨 젝스키스의 팬들을 고소하는 바람에 조영구가 보험처리를 취소했다.